# Bernina Nähmaschinenfabrik
Bernina International AG (vormals Fritz Gegauf AG) mit Sitz in Steckborn in der Schweiz ist ein 1893 gegründeter Nähmaschinenhersteller. Der Ursprung des Unternehmens liegt in der Erfindung der Hohlsaum-Nähmaschine im Jahr 1893 durch Karl Friedrich Gegauf. Die bis heute entwickelten Näh- und Sticksysteme ermöglichen das Nähen, Sticken, Quilten und Overlocken.

## Geschichte

### 1890–1926: Karl Friedrich Gegauf und die Erfindung der Hohlsaum-Nähmaschine

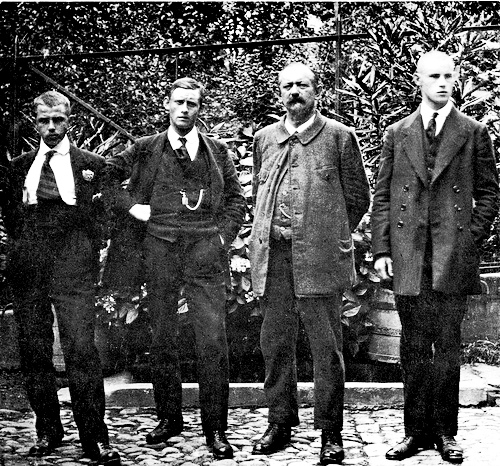
Unternehmensgründer Karl Friedrich Gegauf und seine Söhne

Die Anfänge der heutigen Bernina International gehen auf Karl Friedrich Gegauf (* 1860 in Wahlwies; † 1926) zurück, der bereits als Kind seine Leidenschaft für Technik entdeckte. Nach seinem Abschluss arbeitete er ab 1880 in der Stickmaschinenfabrik Georg Baum in Rorschach. Von 1887 bis 1892 wohnte Gegauf im Okenfiner Haus in Tägerwilen. Dessen Hintergebäude liess er umfangreich umbauen, um darin mit der Fabrikation der von ihm erfundenen Monogramm-Stickapparate zu beginnen. Den Betrieb, den er gemeinsam mit seinem Bruder Georg Gegauf unter dem Namen «Gebrüder Gegauf» leitete, verlegte er 1890 nach Steckborn. 1893 erfand Karl Friedrich Gegauf die erste Hohlsaum-Nähmaschine; damit konnten 100 Stiche pro Minute genäht werden. 1895 zerstörte ein Grossbrand die Werkstatt der Gebrüder Gegauf vollständig, lediglich der Prototyp der Hohlsaum-Nähmaschine konnte gerettet werden.
In den 1920er Jahren kam in der Textilbranche die Kunstseide auf, die für Hohlsäume nicht geeignet war. Karl Friedrich Gegauf überlegte daher, wie einige Arbeiten bei der Herstellung von Kunstseide mit Maschinen erledigt werden könnten, wie beispielsweise das Fitzen (Unterbinden der Garnstränge). Er entwarf Pläne für eine Fitzmaschine und richtete eine neue Werkstatt für ihren Bau ein. Kurz bevor die erste Maschine hergestellt werden konnte, starb Karl Friedrich Gegauf. Seine Söhne Fritz und Gustav übernahmen 1926 das Unternehmen und produzierten unter anderem die Fitzmaschine.

### 1926–1958: Fritz Gegauf und die Entwicklung der ersten Haushaltsnähmaschine «Bernina»

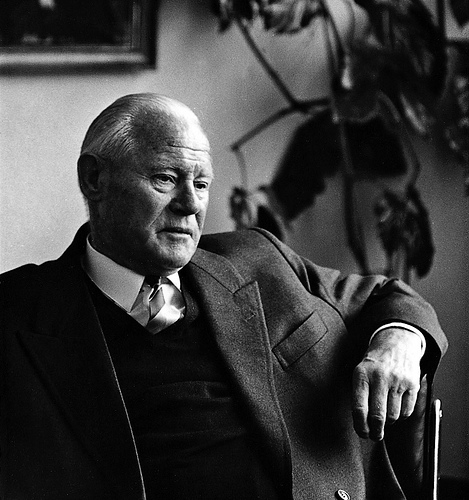
Fritz Gegauf führte 1932 den Markennamen «Bernina» ein

Fritz Gegauf (1893–1980), einer der Söhne Karl Friedrich Gegaufs, meldete 1919 das Patent für die «Wotan-Hohlsaum-Nähmaschine» an, die für die nun «Fritz Gegauf» genannte Firma ein weiterer internationaler Erfolg wurde. In den Zeiten der Wirtschaftskrise der 1930er Jahre tat sich Fritz Gegauf mit der Stickereifabrik Brütsch & Sohn in St. Gallen zusammen, die ebenfalls rote Zahlen schrieb. Bis Ende des Jahres 1932 entwickelten sie die erste Haushaltsnähmaschine, die sie «Bernina» nannten. Am 26. Oktober 1937 verliess die zwanzigtausendste Maschine die Steckborner Fabrik. 1943 brachte Fritz Gegauf die erste «Bernina»-Zickzack-Nähmaschine und 1945 die erste portable Zickzack-Nähmaschine der Welt auf den Markt. Bis Mitte 1963 wurden in Steckborn eine Million «Bernina»-Zickzack-Nähmaschinen produziert – landläufig wurde das Unternehmen seither «Bernina» genannt.
Ab 1954 war das Modell 530, die «Bernina»-Nähmaschine, mit dem Patent eines Nähfusses, den man nur anzustecken brauchte, verkäuflich; sie hatten zudem neue Funktionen wie das halbautomatische Nähen von Knopflöchern sowie Zierstiche.

### 1959–1987: Odette Gegauf-Ueltschi, der Anstecknähfuss und die vollautomatische Nähmaschine

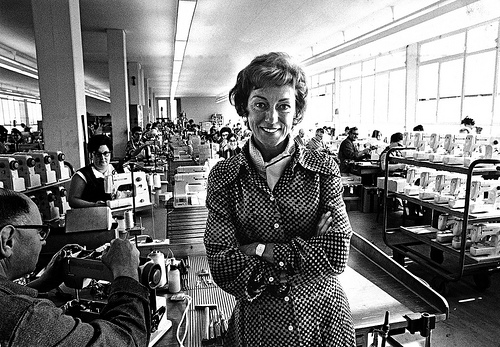
Odette Ueltschi übernahm 1965 die Unternehmensleitung

Odette Ueltschi wurde seit 1959 mit der Unterstützung ihres Vaters Fritz Gegauf mit der Führung der Firma vertraut gemacht und übernahm nach dem Tod ihres Bruders 1965 die Unternehmensleitung.
Mehrere wichtige Entwicklungen kamen unter der Leitung der Firma durch Odette Ueltschi-Gegauf auf den Markt: 1963 erschien die erste «Bernina»-Nähmaschine mit patentiertem, knieaktiviertem Nähfussheber. Im selben Jahr wurden in Steckborn die millionste «Bernina»-Zickzack-Nähmaschinen produziert und das Unternehmen wurde seitdem «Bernina» genannt. 1971 folgte die erste «Bernina» mit elektrischer Fusssteuerung, die sich elf Jahre lang als Spitzenmodell etablierte. Nach der Entwicklung des Modells 930 im Jahre 1982, das erstmals über eine Stretchstich-Funktion und einen besonders leistungsstarken Motor verfügte, war die erste vollautomatische «Bernina»-Nähmaschine 1130 ein nächster grosser Schritt in der Weiterentwicklung der Nähmaschinentechnik.

### 1988–2007: Hanspeter Ueltschi, der Nähcomputer und Bernina Thailand

Hanspeter Ueltschi (links) und CEO Kai Hillebrandt

1988 übernahm Hanspeter Ueltschi die Führung der Firma von seiner Mutter Odette Gegauf-Ueltschi. Die Führungsposition der Firma in der Nähmaschinentechnologie baute er weiter aus, dies namentlich mit der «artista 180», dem ersten Nähcomputer.
Ab 1990 wurde neben dem Stammwerk in Steckborn eine Produktion in Thailand aufgebaut. Um dem Trend der Internationalisierung und dem Erfolg der eigenen Marke Rechnung zu tragen, wurde die «Fritz Gegauf AG» in «Bernina International AG» umbenannt.«Bernina Thailand» befindet sich im Besitz der «Bernina International» und wird durch ein Schweizer Management vor Ort geführt. Weiterhin kam 2002 die erste Nähmaschine mit Windows-Betriebssystem auf den Markt.

### Ab 2008
Unter der Leitung von CEO Claude Dreyer (2008 bis 2020) diversifizierte Bernina u. a. in den Bereich Langarm-Quiltmaschinen und Mehrnadel-Stickmaschinen («Melco») und lancierte mehrere Nähmaschinen-Serien mit einem neuen «Bernina»-Greifersystem. 2020 wurden zwei Overlocker mit Lufteinfädler aus eigener Entwicklung lanciert («L 850» und «L 890»).
Seit 2021 steht das Unternehmen unter operativer Leitung von CEO Kai Hillebrandt. Hanspeter Ueltschi ist Verwaltungsratspräsident. Seine Kinder Katharina und Philipp Ueltschi traten in die Geschäftsleitung ein.
2024 brachte das Unternehmen die Näh- und Stickmaschine «Bernina 990» auf den Markt. Die Maschine, welche sich ab 2017 in Entwicklung befand, verfügt unter anderem über Scanner, Kamera, Touchscreen und Laser. Die Ausstattung ermöglicht eine präzise Platzierung von Stickmustern, da der eingespannte Stoff im Stickrahmen visualisiert werden kann.

## Unternehmen

### Firmenprofil
Das Unternehmen entwickelt, produziert und vertreibt Güter und Dienstleistungen für den textilen Markt, in erster Linie Haushaltsnäh- und Sticksysteme sowie nähverwandte Produkte. Die Marktleistung ist ausgerichtet auf die Bedürfnisse des textilen Gestaltens in den Bereichen Nähen, Sticken und Quilten.

### Vertrieb
Die Bernina International beliefert 80 Märkte weltweit über Business-to-Business-Geschäftsbeziehungen. Demnach gibt es weltweit ein Netzwerk selbständiger Händler und keinen Direktverkauf durch das Unternehmen an die Kunden. Der Verkauf erfolgt sowohl in Multibrandstores, also im Mehrmarkenumfeld, als auch vorwiegend in der Schweiz in Monobrandstores, in denen ausschliesslich die rund 300 Artikel der Bernina-Textil-Gruppe verkauft werden. Der Umsatz lag 2023 bei CHF 241 Mio.

### Produktionsstandorte

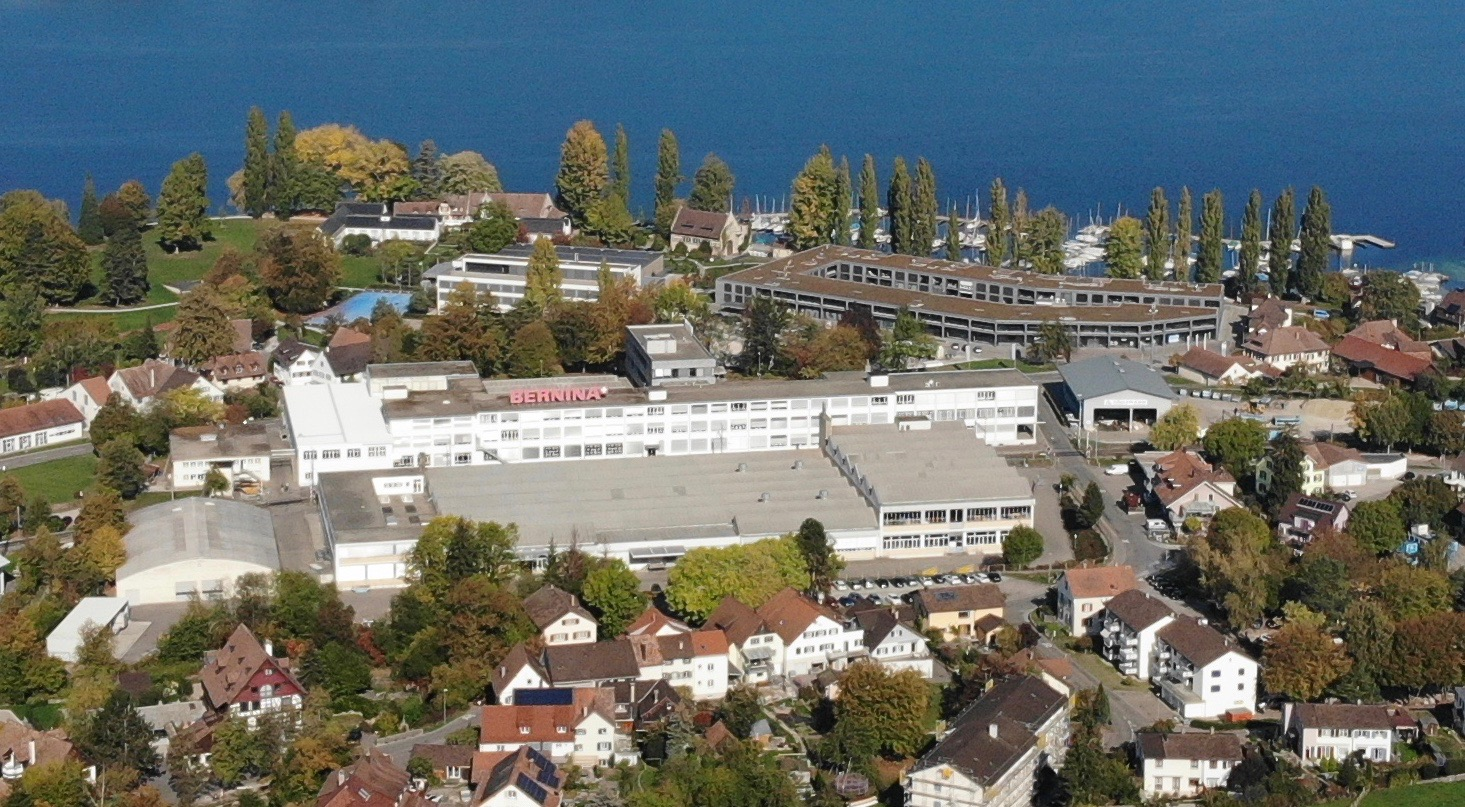
Bernina-Werke in Steckborn

Die Bernina-Werke befinden sich in Steckborn in der Schweiz sowie in Lamphun in Thailand, das Logistikzentrum in Appenweier.

### Tochterunternehmen
Die Bernina-Textil-Gruppe ist eine global agierende Gruppe von 15 Unternehmen und in rund 80 Ländern tätig. Tochtergesellschaften sind in Australien, Belgien, Deutschland, Neuseeland, den Niederlanden, Österreich, in der Schweiz, in Singapur und in den USA angesiedelt. Das Tochterunternehmen Benartex mit Sitz in den USA vertreibt bedruckte Textilien, insbesondere Quiltstoffe. Das Tochterunternehmen OESD entwickelt und vertreibt Stickdesigns. Die Firma Brewer beschäftigt sich mit der Distribution von Kurzwaren, vorwiegend in den USA. Eine weitere Tochtergesellschaft, die Melco Embroidery Systems, stellt 1-Kopf- und Mehrkopfstickmaschinen sowie Sticksoftware her.

### Bernette
Das Unternehmen bietet unter der Marke «Bernette» Nähmaschinen und Zubehör für Einsteiger und eine jüngere Zielgruppe an. Der Name «Bernette» setzt sich zusammen aus dem Markennamen Bernina sowie dem Namen der ehemaligen Inhaberin Odette Gegauf-Ueltschi.

## Modelle

### Modellreihen
| Bauzeit         | Baureihe           | Anmerkung | Bild |
| --------------- | ------------------ | --- | ---- |
| 1932–1945       | Modell 105         | Die erste Haushaltsnähmaschine mit dem Markennamen Bernina. Manuelle Nähmaschine, hergestellt von Fritz Gegauf. |      |
| 1938–1954       | Modell 117         | Die erste Bernina-Zickzack-Nähmaschine. |      |
| 1945–1963       | Modell 125         | Erste elektrische Bernina-Freiarm-Zickzack-Nähmaschine. |      |
| 1960–1963       | Modell 600 und 610 | 610 wie 600 nur zum Einbau in Nähtisch. |      |
| 1954–1963       | Modell 530         | Erste Bernina mit patentiertem Ansteck-Nähfuss und Funktion für halbautomatisches Nähen von Knopflöchern. |      |
| 1963–1970       | Modell 730         | Das Modell 730, bei Version 1, (bis ca. 1967) wahlweise statt Fussanlasser auch mit fest montiertem Knieanlasser; Version 2 (ab ca. 1967) nur noch mit Fussanlasser, zusätzlich erhältlich (nur gegen Aufpreis) mit FHS-Kniehebel, dem Füsschenhebersystem bzw. Freihandsystem (ähnlich wie bei der späteren 830). |      |
| 1970–1981       | Modell 830         | Erste Bernina mit elektronischer Fusssteuerung – 12 Jahre das Spitzenmodell. |      |
| 1982–1989       | Modell 930         | Die erste Bernina mit Stretchstich-Funktion und besonders leistungsfähigem Motor. |      |
| 1986–1989       | Modell 1130        | Erste computerisierte Bernina mit vollautomatischen Einstufen-Knopflöchern und Stichmusterspeicher. |      |
| 1989–1998       | Modell 1230        | Modell mit erweiterter Speicherkapazität und vollautomatischen Einstufen-Knopflöchern inkl. Augenknopfloch. |      |
| ...1991-1993... | Modell 1090        | Modell mit Nutz- und Zierstichen, vollautomatischem Kopfloch, automatischer Anpassung der Durchstichkraft |      |
| 1993–1998       | Modell 1630        | Topmodell: 9-mm-Stichbreite, über 400 Stichmuster, Monogramme, 5 Alphabete, Nähen in 16 Richtungen möglich. |      |
| 1998–2002       | artista 180        | Topmodell mit CPS-Software für kundenspezifische Einstellungen (Customized-Pattern-Selection-Software), optionales Stickmodul, Umwandlung gescannter Vorlagen in Stickmuster. |      |
| 2001–2002       | activa 145         | Einfache Kompakt-Nähmaschine: computerisiert, individuell einstellbarer Speicher für Stichmuster, Knopflochwiederholung, Stichbibliothek, Patchwork-Nähfuss. |      |
| 2002–2006       | artista 200        | Weltweit erster Näh- und Stickcomputer: Microsoft-Windows-Betriebssystem, CD-ROM-Laufwerk, LC-Display, mehr als 850 Stiche, programmierbare Funktionstaste, Speicherfunktion für Stichkombinationen und Stickmotive. |      |
| 2004–2006       | Aurora 440 QE      | Weltweit erster Nähcomputer mit BSR-System für gleichbleibende Stichlängen bei variablen Nähgeschwindigkeiten, speziell für Quilter. |      |
| 2004            | artista 640        | Hochentwickelter Nähcomputer: umfangreiche Nutz- und Zierstichprogramme, optionales Stickmodul mit integrierter Sticksoftware und optionalem BSR-System. |      |
| 2006            | artista 730        | High-End-Näh- und Sticksystem: Nutz- und Zierstiche, Stickmuster, viele automatische Einstellungen, z. B. Fadenschneider, Touchscreen, BSR-System, CFL-Licht. Optionales Stickmodul. |      |
| 2008            | Modell 830         | Weltgrösstes und -schnellstes Näh- und Sticksystem für Heimanwender: 1100 Nähstiche/min, 1000 Stickstiche/min, extragrose Unterfadenspule (40 % mehr Kapazität als zuvor), vollautomatischer Nadeleinfädler, 360°-Richtungsnähen, 7-Zoll-TFT-Screen, besonders heller Arbeitsbereich (30 LED-Lampen), mehr als 1000 Sticharten, 150 vorinstallierte Stickmotive von internationalen Designern. |      |
| 2009            | Modell 820         | Wie Bernina 830, jedoch ohne Stickfunktionalität (nicht aufrüstbar), ohne Quertransport (Richtungsnähen), mit kleinerem Bildschirm und mit weniger Sticharten. |      |
| 2011            | Modell 580         | Näh- und Stickmaschine, Topmodell der Bernina-5er-Serie: 227 Stiche, davon 186 Zierstiche, optionales Stickmodul, grosser TFT-Touchscreen, Memory-Funktion, Stickfunktion integriert und 100 Stickmotive. |      |
| 2012            | Modell 780         | Näh- und Stickmaschine mit Bernina Dual Transport, Bernina-9-Greifer, grossem Stickmodul, BSR, 1306 Stichen, 130 integrierten Stickmustern, inklusive Nähberater und Tutorial. Topmodell der Bernina-7er-Serie. |      |
| 2014            | Modell Q 24        | Erste BERNINA Langarm-Quiltmaschine mit 24-Zoll-Freiarm, Stichregulierung über integrierte BSR-Sensoren, 2'200 Stichen pro Minute, konzipiert für den Einsatz auf einem Quiltrahmen von 3,55 × 1,2 m (Länge × Breite). Montage im Stammwerk in Steckborn. Wurden bisher ausschliesslich Haushaltnähmaschinen produziert, wendet sich BERNINA mit dem Modell Q 24 und der kleineren Q 20 an ein neues, semiprofessionelles Kundensegment, die sogenannten Prosumer. Für die Langarm-Quiltmaschinen wurde eine neue Montagelinie im Stammwerk Steckborn aufgebaut. |      |
| 2015            | Modell 790         | Weiterentwicklung der B 780 mit neuem Greifer (im Schwestermodell B 720 erstmals auch mit 5,5 mm Stichbreite erhältlich), adaptiver Fadenspannung, Stickmodul, Stickdesigner und BERNINA Stichregulator. |      |
| 2018            | Serie 4            | Bernina lanciert die 4er Serie. Die kompakten Nähmaschinenmodelle sind mit dem Bernina-Greifer ausgestattet. |      |
| 2020            | L850 und L890      | Mit der Bernina L 850 und L 890 lanciert Bernina zwei vollständig in der Schweiz entwickelte Overlockmaschinen mit Lufteinfädler. Das wichtigste Feature ist der Bernina One-Step Lufteinfädler: Mit einem kurzen Druck auf das Fusspedal wird der Faden per Luft durch die Maschine geführt und der Greifer bewegt sich automatisch in die richtige Position. |      |
| 2024            | Modell 990         | Näh-, Stick- und Quiltmaschine ausgestattet mit Scanner, Kamera, Touchscreen und Laser zur Platzierung von Motiven. Platz rechts der Nadel von 356 mm, maximale Nähgeschwindigkeit von 1200 Stichen pro Minuten, Stickrahmen mit einer Grösse von 410 × 305 mm (Länge × Breite). |      |